# 22 minuti
22 minuti (in russo 22 минуты?, 22 minuty) è un film del 2014 diretto da Vasily Serikov.
Il soggetto è il recupero di una nave russa sequestrata dai pirati somali, basato su un fatto realmente accaduto.
In Italia il film è uscito nel 2016 direttamente sulla piattaforma streaming Infinity e mandato in onda il 24 giugno 2019 su Italia 1.

## Trama

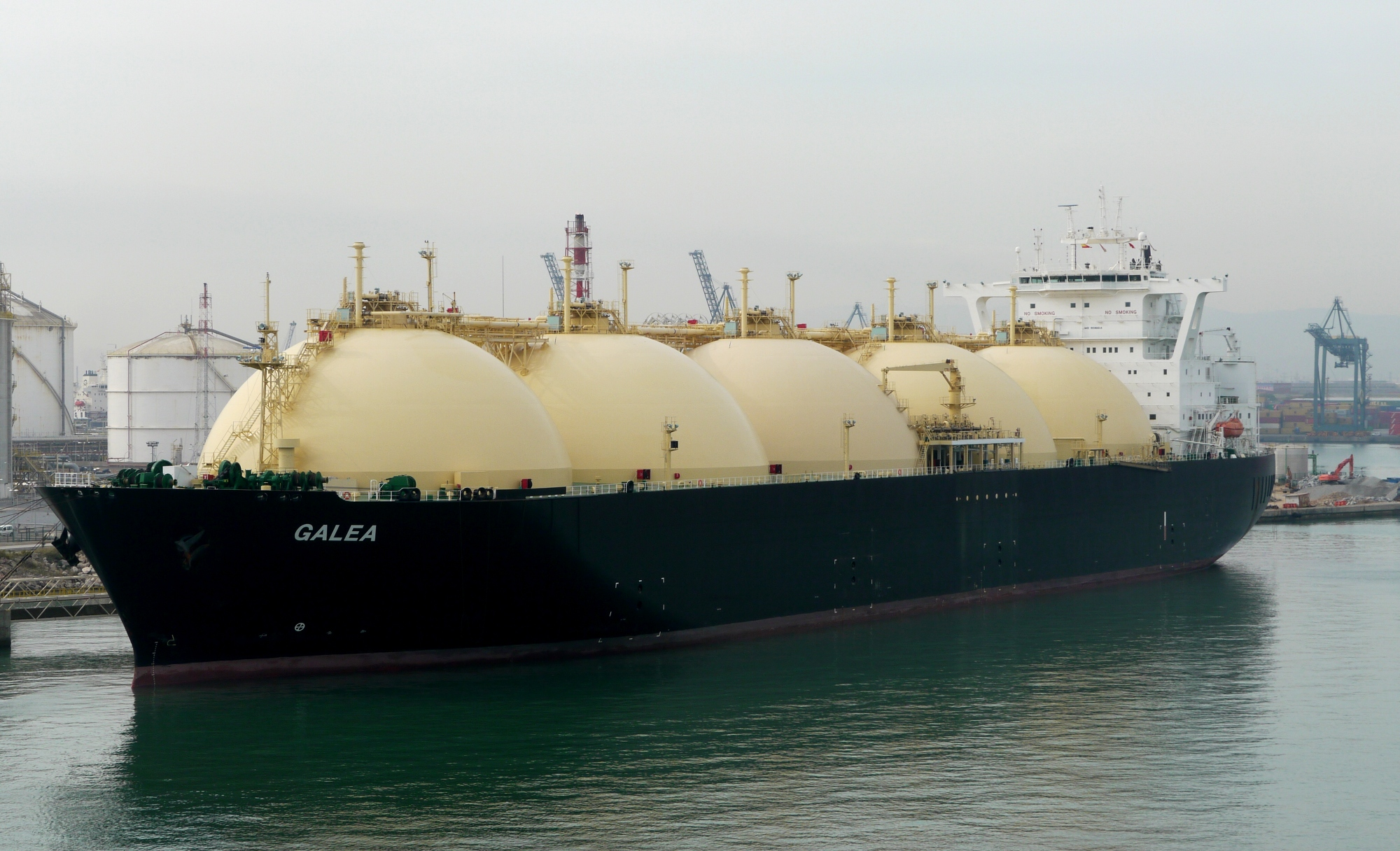
Una gasiera come quella utilizzata per le riprese del film.

Una gassiera russa viene sequestrata da pirati somali nel golfo di Aden, vicino Socotra. Il comandante si accorge dell'abbordaggio e dà l'allarme alle navi in area, poi si rifugia insieme a tutto l'equipaggio tranne un membro in sala macchine, riuscendo a barricare la porta. I pirati vengono informati che la nave, per la sua particolare tipologia, è ad altissimo rischio esplosione verso fuoco di armi o fiamme libere e in un primo momento cercano di persuadere l'equipaggio ad uscire con le minacce. Nel frattempo una squadra di fanti di marina russi a bordo di un cacciatorpediniere su due gommoni tipo RHIB tenta un intervento ma viene allontanata dal fuoco di armi leggere e mitragliatrici, ed un fante cade in acqua. Il giorno dopo i pirati effettuano le loro richieste di riscatto che la società armatrice rifiuta di accogliere per non creare un precedente, ma non si assume alcuna responsabilità nel chiedere l'uso della forza alla marina russa.
Il fante di Marina caduto in acqua viene nel frattempo ripescato da una barca di appoggio dei pirati e portato a bordo, ed il marinaio che era rimasto isolato viene trovato dai pirati, che li usano per tentare di far arrendere l'equipaggio. Il marinaio viene sgozzato sotto l'occhio dei binocoli puntati dalla nave russa per rimarcare le minacce, mentre il fante riesce a prendere contatto con la nave attraverso segnalazioni luminose. I commando Specnaz russi si preparano a prendere d'assalto la nave senza far uso di armi da fuoco, e chiedono al fante a bordo di inscenare un diversivo per le 6 della mattina dopo; nel frattempo questi è riuscito ad entrare in amicizia con uno dei pirati, che si dichiara disposto ad aiutarlo dopo che il capo dei pirati, fuoribordo, fa gettare in mare un suo fraterno amico trovato ubriaco, che in breve viene dilaniato dagli squali.
Durante l'attacco la nave viene spettacolarmente ripresa, l'equipaggio che i pirati stavano per stanare con la fiamma ossidrica si unisce alla lotta con feriti e morti da ambo le parti, e la nave senza controllo spazza via una barriera corallina senza incagliarsi. Immediatamente arriva dalla Russia l'ordine di rilasciare i pirati catturati perché un vuoto legislativo non permette di processarli. Il pirata che aveva collaborato è morto a causa del capo, e per vendicarlo il fante mette a bordo della scialuppa sulla quale i pirati sono stati rilasciati una bomba improvvisata in una tanica d'acqua, che esplode appena il capo ne apre il coperchio.

## La vicenda reale

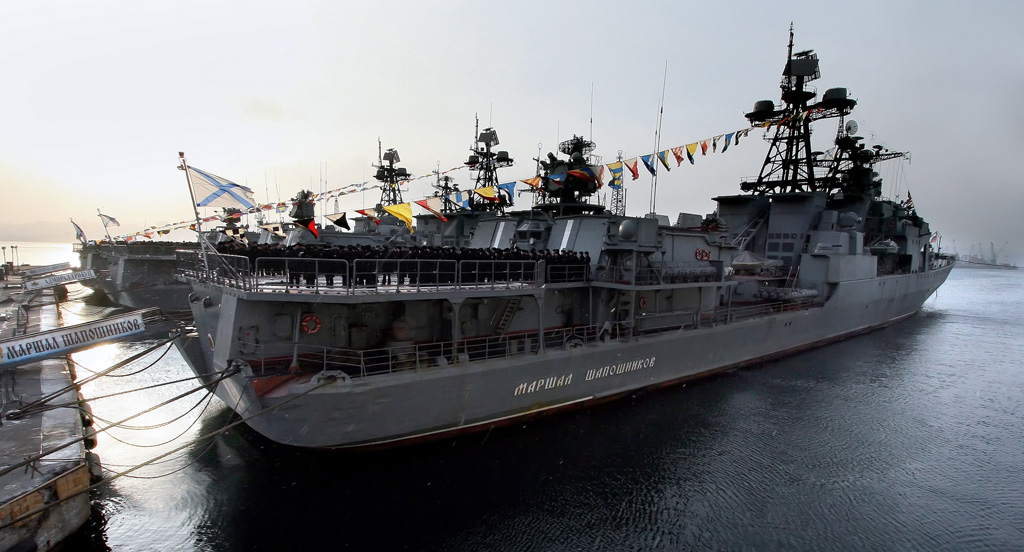
Il cacciatorpediniere Marshal Shaposhnikov nel 2008

Il 6 maggio 2010, commando Specnaz della fanteria di marina russa partiti dal cacciatorpediniere Marshal Shaposhnikov abbordarono la MV Moscow University, una petroliera della quale si erano impadroniti dei pirati somali. L'intero equipaggio venne liberato incolume. La Moscow University era stata sequestrata il 5 maggio 2010 al largo dell'isola di Socotra. I commando della Marshal Shaposhnikov catturarono 10 pirati e ne uccisero uno durante l'operazione. Secondo fonti giornalistiche russe, i pirati superstiti vennero liberati su una scialuppa per non meglio precisati "problemi normativi" che ne impedivano il processo, ma sparirono dai radar un'ora dopo, e sono ritenuti "probabilmente morti" dalle autorità russe.